# Die Geschichte von Bûz el-Bakara
Die Geschichte von Bûz el-Bakara ist ein arabisches Volksmärchen.

## Handlung
Der Königssohn Râdschi ed-Dîn wollte sich erst die Welt ansehen bevor er heiratet und so gelangte er in ein anderes Land, in dem er, völlig verarmt, beim Sultan vorsprach, um für diesen gegen einen nahenden Feind zu streiten. Alleine, mit nur hundert Mann im Rücken, die ihn decken sollten, gelang es ihm das heranziehende Kriegsvolk zu besiegen, also behielt der Sultan Râdschi ed-Dîn bei sich, der sich auch mit dessen Sohn anfreundete, der ebenfalls Râdschi ed-Dîn hieß. Erst alleine, später mit dem Sultansohn zusammen, vergnügte sich Râdschi ed-Dîn dann mit der schönen Schams (dt. Sonne) und deren vierzig Dienerinnen, bis bei einem Gelage herauskam, dass die Frau des Sultansohnes Râdschi ed-Dîns Geliebte war, sodass er das Land verlassen musste.
Umherziehend und wieder verarmt, traf Râdschi ed-Dîn in einer fremden Stadt erneut auf die schöne Schams, deren Gatte sich von ihr hatte scheiden lassen, als er erfahren hatte, dass sie sich, während er auf Geschäftsreise war, vergnügt hatte. Da dieser sie nun aber wieder zurückhaben wollte, gab Râdschi ed-Dîn beim Kadi vor, dass er sich nicht von Schams scheiden lassen könne, da er der Sohn des Scheichs el-Islâm in Stambul sei, wodurch er sich Zeit mit Schams verschaffen wollte. Der ortsansässige König jedoch hatte Gefallen an der schönen Stimme Râdschi ed-Dîns gefunden, der seitdem jeden Abend Abschiedslieder sang, also ließ er den zurückkehrenden Boten des Kadis, der einen Brief zum Scheich geschickt hatte, um Râdschi ed-Dîns Verwandtschaft mit diesem bestätigen zu lassen, abfangen und die Verneinung durch eine Bestätigung ersetzen. Von da an sang Râdschi ed-Dîn dem König jeden Abend zum Dank vor, bis Schams eines Abends umsank und tot war.
Um Râdschi ed-Dîn von seiner Trauer zu befreien, schickte der König ihn zum Basar, um sich dort auf seine Kosten eine Sklavin zu kaufen. Jedoch bot auch Bûz el-Bakara (dt. Kuhmaul), der der Sohn des Obersten der Gefängniswärter war, mit und verlor das Wettbieten um eine Sklavin, die so schön wie der Vollmond war, sodass er aus Liebeskummer zu sterben drohte. Die Eltern von Bûz el-Bakara verbündeten sich daraufhin mit der Mutter des Unruhestifters Kamâkim, der aus dem Gefängnis freigelassen wurde, um Bûz el-Bakara zur Frau des Râdschi ed-Dîns zu verhelfen. Kamâkim stahl dem König dann das Staatsgewand, die Krone und das heilige Buch und versteckte die Sachen im Haus des Râdschi ed-Dîns, der in der Folge eingesperrt wurde und seine Frau an Bûz el-Bakara verlor. Das ebenfalls entwendete Spezereienkrüglein behielt Kamâkim für sich. Râdschi ed-Dîn aber gelang mit der Hilfe des Wesirs die Flucht, sodass er nach Alexandrien fand.
Râdschi ed-Dîns Frau, die Sklavin, war hingegen in guter Hoffnung und weigerte sich Bûz el-Bakara als Mann anzunehmen, sodass sie verstoßen und in ein Zimmer gesperrt wurde. Sie zog dort ihren geborenen Jungen auf, der den Hundenamen Aslân erhielt und sich im Alter von zwölf Jahren mit Kamâkim anfreundete. Als dieser einmal betrunken war, erzählte er Aslân von seiner Tat, der daraufhin dem König davon berichtete. Als sich dann bei Kamâkim das Spezereienkrüglein fand, wurde dieser enthauptet. Dessen Mutter aber sowie auch Bûz el-Bakaras gesamte Familie wurde im Feuer verbrannt.
Râdschi ed-Dîn hingegen wurde derweil von zwei Kapitänen aus Alexandrien nach Stambul entführt, wo er auf Geheiß von Marjam, der Tochter des dortigen Königs, der Muslime raubte, als Diener für die Kirche gekauft wurde. Marjam brachte ihn dann in ein Zimmer, in dem er Schams wiedertraf, woraufhin Marjam erklärte, dass sie eine Zauberin ist, sie gesehen hatte, dass Râdschi ed-Dîn ihr Mann werden würde und sie Schams zu sich geholt hatte, um mehr über ihn zu erfahren. Auch erzählte sie, dass sie ihm eine Doppelgängerin von Schams geschickt hatte und diese hatte sterben lassen sowie für die Entführung durch die beiden Kapitäne verantwortlich war, die ihn zu ihr bringen sollten. Mittels Marjams Zauberkraft flohen die drei dann aus Stambul nach Alexandrien, wo Râdschi ed-Dîn seinem Sohn Aslân begegnete und zusammen reisten sie weiter zu dessen Mutter, sodass alle fröhlich vereint waren. Mit dem König und dem Wesir kam es ebenfalls zu einem freudigen Wiedersehen. Eines Nachts aber stand die Frau des Sultansohns Râdschi ed-Dîn mit ihrer Tochter vor ihrem Haus und diese berichtete, dass der Feind, den Râdschi ed-Dîn einst besiegt hatte, zurückgekehrt war und ihren Mann sowie dessen Vater getötet hatte. Aslân wurde daraufhin mit der Tochter der Frau des Sultansohns vermählt und Râdschi ed-Dîn sowie dessen drei Frauen, die Sklavin, Schams und Marjam, zogen schließlich zusammen mit dem jungen Brautpaar ins Land von Râdschi ed-Dîns Vater, dessen Eltern sich hocherfreut über den Werdegang ihres Sohnes zeigten.

## Hintergrund
Das Märchen stammt aus Enno Littmanns Arabische Märchen (Leipzig 1968) und erhielt dort den Titel Die Geschichte von Bûz el-Bakara. Nach Littmann handele es sich dabei um „eine eigenartige Abwandlung“ der Geschichten von ‘Alâ ed-Dîn Abu esch-Schamât (Littmanns 1001 Nacht II, S. 560 ff., 3. Auflage, Leipzig 1966; vgl. ANE 63) und Nûr ed-Dîn und Marjam der Gürtlerin (Littmanns 1001 Nacht V, S. 614 ff., 3. Auflage, Leipzig 1966; vgl. ANE 233) aus Tausendundeine Nacht.